# Царевна (телесериал)
«Царевна» — украинский мелодраматический телесериал 1993—1994 г. студии Укртелефильм по мотивам одноимённой повести Ольги Кобылянской.

## В ролях
Главные роли исполняли: Виктория Малекторович, Лариса Кадырова, Наталия Лотоцкая, Олег Шаварский, Александр Гебдовский, Мирослав Маковийчук.

## Сюжет
Сюжет повествует о нелегкой судьбе и большой любви девушки-сироты, который воспитывается в семье своего дяди. События разворачиваются на Буковине начала XX века. Авторами фильма передан стиль писательницы, быт и традиции украинского мещанства, звучит украинская литературная речь.
В сериале переплетаются судьбы многих людей, относящихся к различным типам социальных и классовых категорий. В центре событий — простая девушка, которая на личном опыте убедилась в жестокости окружающих её людей, описывается нелегкая судьба и большая любовь, о которой мечтает каждая женщина.

## Съемочная группа
- Сценаристы: Валентина Лебедева, Василий Довгий
- Режиссёр-постановщик: Сергей Туряница
- Операторы-постановщики: Виктор Кущ, Николай Красненко
- Художник-постановщик: Игорь Беляк
- Художник по костюмам: Наталья Гермашевская
- Звукорежиссёры: Евгений Карабанов, Наталья Скляренко
- Режиссёр: Галина Черняк
- Операторы: Евгений Сологуб, Василий Кривобок
- Декораторы: Андрей Рябко, Виктор Деренюк
- Редактор: Наталья Голик
- Директор: Людмила Стародубцева
- В фильме звучит «Мелодия ля-минор» Мирослава Скорика